# Trigonostoma kilburni
Trigonostoma kilburni là một loài ốc biển, là động vật thân mềm chân bụng sống ở biển trong họ Cancellariidae.
The specific name kilburni is in honor of South African malacologist Richard Neil Kilburn.

## Phân bố
Nam Phi